# Kobylí
Kobylí település Csehországban, Břeclavi járásban. Kobylí Vrbice, Bořetice, Čejč, Krumvíř, Brumovice, Morkůvky, Čejkovice, Němčičky és Terezín településekkel határos. Lakosainak száma 2001 fő (2024. január 1.).

## Népesség
A település lakosságának változását az alábbi diagram mutatja:
| Lakosok száma | 1560 | 1801 | 2082 | 2388 | 2220 | 2074 | 2090 | 2065 | 1893 | 2001 |
|               | 1869 | 1900 | 1921 | 1961 | 1980 | 2011 | 2016 | 2019 | 2021 | 2024 |